# Sonderzug

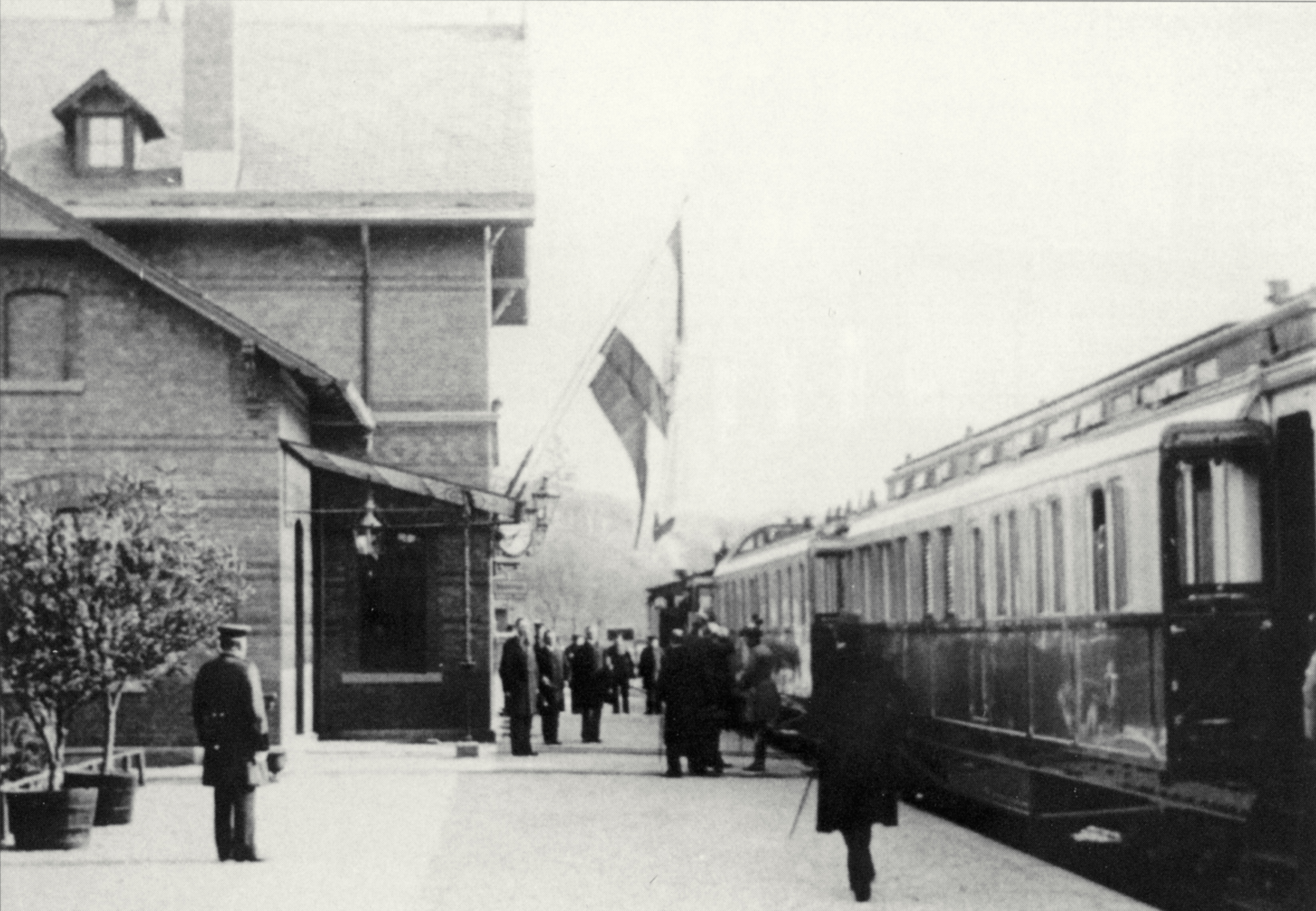
Hofzug Kaiser Wilhelms II. als Sonderzug im Bahnhof Schlitz (Bahnstrecke Bad Salzschlirf–Niederjossa)

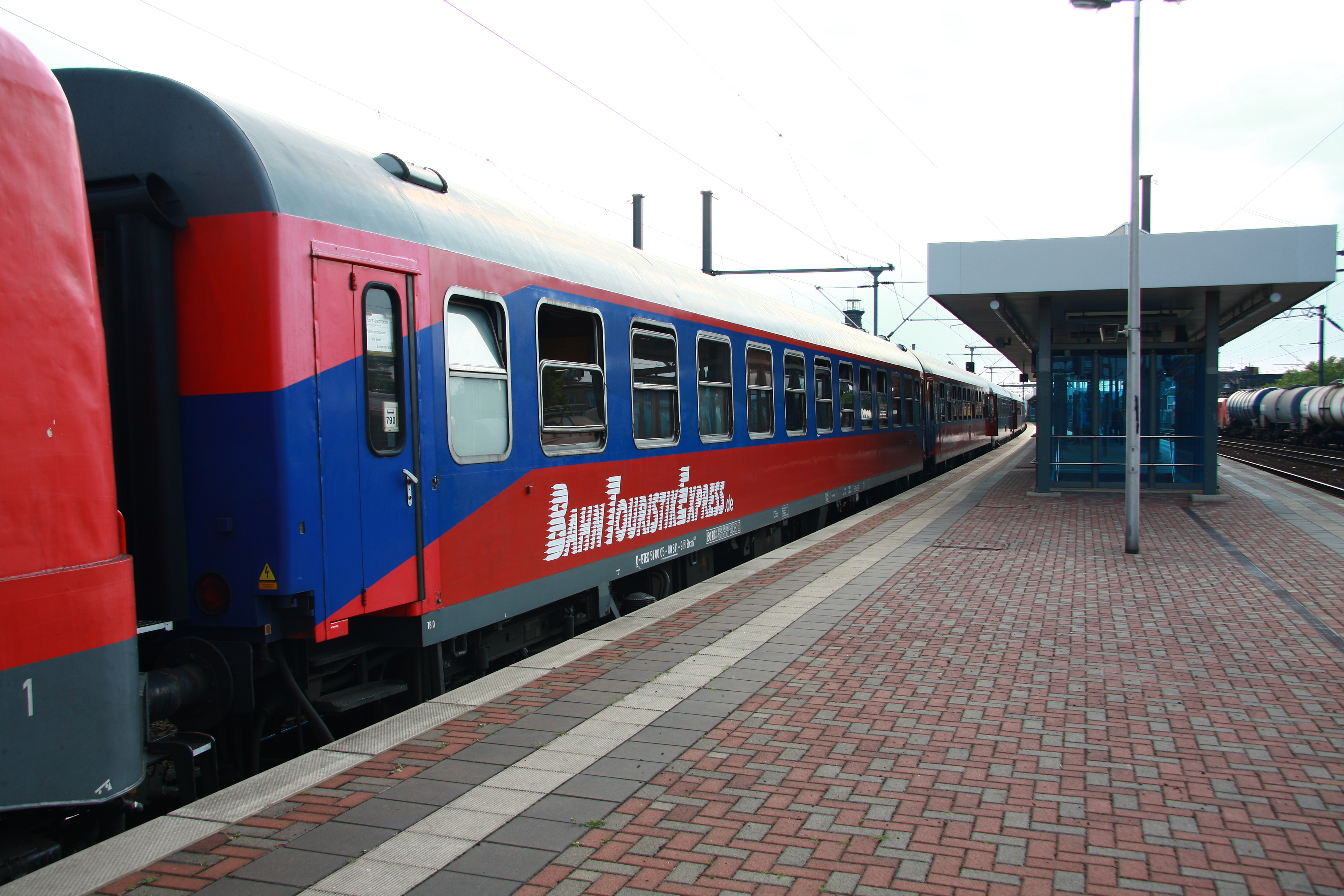
Sonderzug der Bahn Touristik Express

Sonderwagen der Straßenbahn in Bielefeld

Sonderzüge (SDZ), in der Fahrdienstvorschrift der Deutschen Bahn seit 2015 Züge des Gelegenheitsverkehrs, sind zusätzlich zu den im öffentlichen Fahrplan enthaltenen Regelzügen nach einem gesonderten, meist speziell für die einzelne Fahrt aufgestellten Fahrplan verkehrende Züge. In der Schweiz wird dafür der Begriff „Extrazug“ verwendet. In Österreich wird Sonderzug mit SD abgekürzt, ein veralteter österreichischer Begriff ist Separatzug.

## Geschichte
Der erste Sonderzug Deutschlands fuhr am 28. April 1837 auf dem vier Tage zuvor in Betrieb genommenen Teilstück der Bahnstrecke Leipzig–Dresden von Althen zur Buchmesse nach Leipzig.
Bei den Preußischen Staatseisenbahnen konnte jedermann einen Sonderzug bestellen. Dafür gab es ein umfangreiches Regelwerk. Die häufigste Form des Sonderzuges waren Zirkuszüge. Militärsonderzüge (einschließlich der Leerfahrten) hatten Vorrang vor anderen Personen- und Güterzügen.
Eine musikalische Würdigung des Sujets findet sich in dem 1983 von Udo Lindenberg interpretierten Titel „Sonderzug nach Pankow“.

## Arten
Ein Sonderzug kann dem öffentlichen Verkehr dienen, wie die Entlastungszüge in Stoßzeiten (Berufs-, Schülerverkehr) oder zu Großveranstaltungen, die mit normalen Fahrkarten genutzt werden können. Diese Züge bzw. Bahnen nennt man auch Einsatzwagen oder Verstärkerwagen. Eine weitere Variante sind die „Personalwagen“ in Großstädten, die nachts Mitarbeiter von und zu den Depots befördern. Einsatz-, Verstärker- und Personalwagen verkehren aber primär bei der Straßenbahn.
Sonderzüge, die als private „Sonderfahrten“ von Reiseveranstaltern (insbesondere Charterzüge), Eisenbahnmuseen oder Museumseisenbahnen angeboten werden, sind kein öffentliches Zugangebot und können nur mit speziellen Fahrkarten genutzt werden. Sie verkehren oft auch nur ohne Zwischenhalte als Direktverbindung zwischen Start- und Zielbahnhof. Zu den Sonderzügen, die für „private“ Besteller gefahren werden, gehören auch Militär- bzw. „Hofzüge“.
Auf tschechischen Eisenbahnen ist der Begriff „mimořádný vlak“ (außerordentlich Zug) für alle anderen Züge außer Regelzüge eingeführt. Es gibt fünf Arten:
- vlak v obecném zájmu (Zug in Gemeininteresse) – ein befohlener Zug mit der höchsten Priorität, z. B. ein Regierungszug;
- vlak podle potřeby (Zug nach Bedarf) – ein Zug, der im Bildfahrplan angezeigt wird, aber nur nach Bedarf oder weniger als einmal pro Woche fährt;
- rušící vlak (störender Zug) – ein Zug, der im Bildfahrplan angezeigt wird, aber sein Betrieb verhindert oder stört das regelmäßige Fahren eines anderen Zuges;
- zvláštní vlak (Sonderzug) – ein Zug nicht angezeigt im Bildfahrplan, mit dem Ziel, die Transportanforderungen zu erfüllen, die bei der Erstellung von Zugverkehrsgrafiken nicht bekannt waren;
- násled (Nachfolger) – ein Zug, der dem Fahrplan eines bestimmten (Eltern-)Zuges folgt (und ihm als nächster Zug folgt).